# ابن العبري
غريغوريوس أبو الفرج بن هارون الملطي والمعروف بـ ابن العبري (بالسريانية: ܒܪ ܥܒܪܝܐ «بار عبريو»), ويعرف في أوروبا باسمه اللاتيني "Bar-Hebraeus". هو لاهوتي وفيلسوف وعالم سرياني ولد 623 هـ الموافق 1226 م في مدينة ملطية، ولقب بابن العبري لأن جده أو والده قدم من قرية (عبرى) الواقعة قرب نهر الفرات، بينما يذهب البعض للاعتقاد بأنه عبراني (يهودي) الأصل، ولكن ابن العبري نفسه ينفي ذلك في بيت شعر يقول (بعد تعريبه): إذا كان ربنا (المسيح) سمي نفسه سامرياً فلا غضاضة عليك إذا دعوك بابن العبري لأن مصدر هذه التسمية نهر الفرات.

## حياته
عام 1243 م انتقل مع أسرته إلى أنطاكية ومن ثم إلى طرابلس الشام، وهناك درس علم الطب والبيان والمنطق. كما أنه درس كذلك لغات عدة فكان ملماً بالسريانية والعربية والأرمنية والفارسية. عام 1246 م نال رسامته الكهنوتية على يد بطريرك الكنيسة السريانية الأرثوذكسية آنذاك إغناطيوس داود الثاني ثم أصبح أسقفاً لبلدة جوباس، وهو شاب يافع في العشرين من العمر. ثم أسقف لبلدة لاقبين، وبعد خمس سنوات نصب مطراناً على حلب.
عام 1264 عين مفرياناً (كاثوليكوس) للكنيسة السريانية في المشرق، وفي عهد مفريانيته اهتم بشؤون أتباعه متنقلاً بين مناطقهم في نينوى ودير مار متي وبغداد والموصل ومراغة وتبريز. كما أنه قام خلال حياته بسيامة إثني عشر أسقفاً وافتتح كنيستين وديراً. كما أنه مر على غربي أرمينيا مرتين وعلى بغداد كذلك، وزار تكريت عام 1277 في الوقت الذي لم يزرها مفريان أو أسقف منذ ستين سنة. توفي في مراغة ببلاد فارس بتاريخ 7/ 6/ 685 هـ الموافق 30 يوليو/تموز 1286 وهو في الستين من عمره. ونقل ضريحه إلى دير مار متى للسريان الأرثوذكس بالموصل.

## أعماله
وضع ابن العبري الكثير من الكتب والمؤلفات معظمها باللغة السريانية ضاع بعض منها. وفيما يلي ذكر لكتبه الباقية حتى يومنا هذا:
- كتب لاهوتية: «مخزن الأسرار» و«منارة الأقداس» الذي اختصره في كتاب «الأشعة».
- كتب تاريخية: «تاريخ شامل» منذ بدء الخليقة حتى أيامه وقسم الكتاب إلى التاريخ السرياني والتاريخ الكنسي؛ ثمَّ ترجم التاريخ السرياني بنفسه إلى اللغة العربية بتصرف وذلك قبل وفاته بفترة قصيرة.
- كتب علمية: «كتاب الصعود العقلي في شكل الرقيع والأرض»، وشَرَحَ كتاب المجسطي لبطليموس القلوذي في علم النجوم وحركات الأفلاك، «كتاب الزيج الكبير» أي معرفة حركات الكواكب لاستخلاص التقويم السنوي وتعيين الأعياد المتنقلة، «كتاب المفردات الطبية»، «منتخب كتاب جامع المفردات أي الأدوية المفردة»، «كتاب منافع أعضاء الجسد».
- كتب فلسفية: «زبدة الحكمة»، وأوجزه في «تجارة الفوائد»، و«حديث الحكمة»، و«الأحداق» ورسالتان في النفس البشرية.
- كتب أخلاقية ونسكية: «الإيثيقون» و«الحمامة».
- كتب في القانون الكنسي: «الهدايات».
- كتب في الصرف والنحو: «الأضواء أو اللمع»، و«الغراماطيق»، و«الشّرار» (لم يتمه).
- كتب أدبية: «القصص المُضحكة» وهذا الكتاب كما هو مبين من عنوانه يتناول أخبار وقصص طريفة.

كما كتب ابن العبري الكثير من الأبيات والقصائد الشعرية.